# Alogliptine

Alogliptine

L'alogliptine est une molécule antidiabétique, de la classe des inhibiteurs de la dipeptidyl peptidase-4 (DPP4) ou gliptines

## Mode d'action
La molécule inhibe la DPP4 qui elle-même dégrade les incrétines, d'où une augmentation de leur effet.

## Indication
L'indication est le diabète de type 2. Bien que réduisant de manière efficace la glycémie des patients, il n' a pas été démontré de bénéfice en termes de risque de survenue de maladies cardio-vasculaires, en particulier chez les patients considérés comme à hauts risques.